# Carthade
Carthade is een geslacht van vlinders van de familie van de grasmotten (Crambidae), uit de onderfamilie van de Spilomelinae. De wetenschappelijke naam voor dit geslacht is voor het eerst gepubliceerd in 1899 door Pieter Snellen.
Dit geslacht is monotypisch, dat wil zeggen dat het maar één soort heeft namelijk Carthade caecalis Snellen, 1899 uit Colombia.